# Carlos Mosquera Marmolejo
Carlos Andrés Mosquera Marmolejo (Carepa, Antioquia, Colombia; 21 de septiembre de 1994) es un futbolista colombiano que juega de guardameta y su actual equipo es el Deportivo Pereira de la Categoría Primera A.
Su hermano Andrés también juega de portero en Independiente Santa Fe.

## Trayectoria
Debutó en 2011 con el Bogotá FC remplazando a su hermano Andrés Mosquera Marmolejo en el empate a 2 goles con Universitario de Popayán.
Para 2012 llega al Fortaleza CEIF semantiene como 3.º arquero hasta 2015 con el equipo atezado celebró 2 ascensos a Primera División solo jugó un partido de la Copa Colombia 2014 en la victoria 2-1 frente al Deportivo Pereira.
Para 2016 llega al Tigres de Soacha siendo el tercer arquero todo el año no sumó minutos pero celebró su tercer ascenso a Primera División, ya en la máxima categoría decide rescindir su contrato ya que paso ha ser el cuarto arquero del club por detrás del "Zorro" Giraldo, Leyton y "Junior" Mosquera.
Para el 2018 luego de 6 meses sin equipo decide regresar al Tigres de Soacha.

## Selección
Con la selección de Colombia sub-17 disputó 8 partidos; en el Sudamericano Sub-17 disputado en Ecuador en 2011.

## Clubes
| Club               | País     | Año             |
| ------------------ | -------- | --------------- |
| Bogotá Fútbol Club | Colombia | 2011            |
| Fortaleza CEIF     | Colombia | 2012 - 2015     |
| Tigres Fútbol Club | Colombia | 2016 - 2018     |
| Deportivo Pereira  | Colombia | 2019 - Presente |

## Palmarés

### Campeonatos nacionales
| Título    | Clunb             | País     | Año  |
| --------- | ----------------- | -------- | ---- |
| Primera B | Deportivo Pereira | Colombia | 2019 |

- 3 Ascensos a Primera División: 2 con Fortaleza y 1 con Tigres.